# Brigid Kosgei
Brigid Jepcheschir Kosgei (ur. 20 lutego 1994) – kenijska lekkoatletka specjalizująca się w biegach długodystansowych.
13 października 2019 podczas maratonu w Chicago ustanowiła czasem 2:14:04 nowy rekord świata w biegu maratońskim.
W 2021 zdobyła srebrny medal podczas igrzysk olimpijskich w Tokio.
Wygrywała maraton w Londynie (2019, 2020), Mediolanie (2016) i Porto (2015).

## Osiągnięcia
| Rok  | Impreza              | Miejsce | Konkurencja | Lokata     | Wynik   |
| ---- | -------------------- | ------- | ----------- | ---------- | ------- |
| 2021 | Igrzyska olimpijskie | Tokio   | maraton     | 2. miejsce | 2:27:36 |

## Rekordy życiowe
- półmaraton – 1:04:49 (2020)
- maraton – 2:14:04 (2019) były rekord świata, rekord Kenii, 2. wynik w historii światowej lekkoatletyki